# Tommaso Giacomel
Tommaso Giacomel (Vipiteno, 5 de abril de 2000) es un deportista italiano que compite en biatlón.
Ganó cuatro medallas en el Campeonato Mundial de Biatlón entre los años 2023 y 2025. Participó en los Juegos Olímpicos de Pekín 2022, ocupando el séptimo lugar en la prueba por relevo.

## Palmarés internacional
| Campeonato Mundial | Campeonato Mundial           | Campeonato Mundial | Campeonato Mundial      |
| Año                | Lugar                        | Medalla            | Prueba                  |
| ------------------ | ---------------------------- | ------------------ | ----------------------- |
| 2023               | Oberhof (Alemania)           | Medalla de plata   | Relevo mixto            |
| 2023               | Oberhof (Alemania)           | Medalla de bronce  | Relevo mixto individual |
| 2024               | Nové Město (República Checa) | Medalla de plata   | Relevo mixto individual |
| 2025               | Lenzerheide (Suiza)          | Medalla de plata   | Individual              |